# 林晨
林晨（1973年—），中國古琴演奏家，第五批國家級非物質文化遺產古琴項目代表性傳承人。中國藝術研究院音樂研究所副研究員，《中国音乐年鉴》副主编。
現任中國崑劇古琴研究會副秘書長。

## 生平
1973年，出生於南京。少年時師從父親廣陵派琴家林友仁及浙派姚門琴家姚公白學習古琴。
1995年，進入中國音樂學院音樂學系後，師從虞山吳派琴家吳文光學習古琴。
2000年，進入中國藝術研究院音樂研究所，從事琴學以及中國近現代音樂史研究，並於2006年獲得文學碩士學位。
曾参与完成《中国艺术研究院音乐研究所乐器数据库》以及国家文化部科技基金课题《中国乐器数据库样库》、联合国“口头与非物质文化遗产”古琴艺术的申报工作。
2018年，成為第五批國家級非物質文化遺產古琴項目代表性傳承人。
研究之外，还受邀参加“庆祝古琴艺术成功申报口头非物质文化遗产”、 “比利时欧罗巴利亚艺术节”、“瑞士文化风景线艺术节——中国主宾国”等活动，在英国、法国、德国等国举办音乐会。参与策划、主持“和鸣——古琴进大学”、“古琴进百校”、“高山流水——古琴艺术展”、“临琼听琴——古琴名家名曲赏析会”等普及古琴艺术的活动。多次參與「良辰美景．恭王府非遺演出季」，包含「枯木龍吟．讓古琴醒來——名琴專場音樂會」。

## 作品

### 專輯
- 《弦歌清韻》（與龔琳娜、王華合作，发掘宋至清代琴歌）
- 《琴韻簫聲憶故人》（與陳忱合作）[10]

### 配樂
- 〈流水知音〉：手遊《王者榮耀》六週年限定，莊周皮膚「高山流水」主題曲[11]

### 著作
- 《二十世紀古琴研究目錄》（與林友仁合編）
- 《古琴》，中國文聯出版社，2009年，ISBN 9787505962422
- 《琴史》，朱長文著，林晨編，中華書局，2010年，ISBN 9787101075274
- 《觸摸琴史——近現代琴史敘事》
- 《琴學六十年論文集》（主編）

## 外部連結
- YouTube上的〈陽關三疊〉，始於36分00秒
- YouTube上的〈平沙落雁〉，始於36分35秒
- 林晨彈奏〈普庵咒〉，央視網
- 林晨彈奏〈鷗鷺忘機〉，CCTV正午學堂 （页面存档备份，存于）
- 「永恆的魅力」- 北京音樂廣播電台專訪，2021年3月11日（页面存档备份，存于）
- 講座「琴樂打譜的文獻識讀與實踐」 - 北大古琴傳承計劃（页面存档备份，存于）
- 講座「樂蘊於字譜：琴樂記譜法縱談」 - 北大古琴傳承計劃（页面存档备份，存于）
- bilibili上的《減字譜中的音樂形態》講座（上），2020年5月20日
- bilibili上的《減字譜中的音樂形態》講座（中），2020年5月20日
- bilibili上的《減字譜中的音樂形態》講座（下），2020年5月20日
- bilibili上的《琴歌的歷史淵源與證實》講座，2020年10月6日，龔琳娜主持
- bilibili上的《流水知音》：《王者榮耀》莊周皮膚「高山流水」主題曲及訪談